# Flaga Radzionkowa
Flaga Radzionkowa – flagę stanowi prostokątny płat tkaniny o stosunku wysokości do długości jak 5:8, złożony z czterech pasów barwnych ułożonych poziomo. Trzy górne pasy: srebrny, czerwony i żółty zajmują po 1/6 wysokości flagi, natomiast pas dolny, błękitny, połowę jej wysokości. Układ flagi jest zgodny z regułami weksylologii – oddaje barwy używane w herbie Radzionkowa, zachowując proporcję ich występowania na tarczy herbowej.
Flaga została przyjęta uchwałą Rady Miasta Radzionków Nr XLIV/387/2009 z dnia 15 października 2009 r. Równocześnie z flagą uchwalono także chorągiew Radzionkowa. Różni się ona od flagi tym, że pośrodku płata tkaniny umieszczono herb miasta.
Flaga wzbudzała kontrowersje wśród radnych opozycji oraz mieszkańców Radzionkowa; niektórzy uważają, że układ barw zanadto przypomina tęczową flagę ruchu LGBT.